# Stamford Raffles
Thomas Stamford Bingley Raffles (6 tháng 7 năm 1781 - 5 tháng 7 năm 1826), là một người Anh, Phó thống đốc vùng Đông Ấn Hà Lan (1811-1816) và Phó thống đốc Bencoolen (1818_1824), được biết đến với việc thành lập Singapore hiện đại và Malaya thuộc Anh.
Ông đã tham gia rất nhiều vào cuộc chinh phạt đảo Java của Indonesia từ các lực lượng quân sự của Hà Lan và Pháp trong chiến tranh Napoléon và góp phần mở rộng Đế chế Anh. Ông cũng đã viết sách The History of Java (tiếng Việt: lịch sử Java) vào năm 1817.